# Нянковский, Михаил Александрович
Михаил Александрович Нянковский (20 мая 1962, Ярославль) — Заслуженный учитель школы Российской Федерации, лауреат премии Президента РФ, победитель Всероссийского конкурса «Учитель года России» (1994), директор книжного издательства «Академия 76».

## Биография
Родился в 1962 году в Ярославле. Родители — инженер-строитель Александр Теодорович Нянковский и врач Елена Львовна Тынянова были довольно известными в Ярославле людьми. Двоюродным дедом (по матери) М. А. Нянковского был известный русский писатель Юрий Тынянов. Также состоит в родстве с Вениамином Кавериным, мужем его двоюродной бабки, сестры Юрия Тынянова.
В 1979 году окончил ярославскую школу № 4 с углублённым изучением английского языка, в 1983 году — с отличием историко-филологический факультет Ярославского государственного педагогического института, где активно участвовал в общественной жизни, в частности — руководил студенческим театром. После окончания института направлен на работу в ярославскую школу № 36, где проработал следующие 10 лет. В начале 1990-х годов по приглашению частной школы Дуайт Энглвуд (Нью-Джерси, США) работал в качестве преподавателя летней программы Wonderstuff.
В 1992 году М. А. Нянковский вместе с другими молодыми преподавателями участвовал в создании нового, альтернативного среднего учебного заведения для старшеклассников «Провинциальный колледж», где проработал учителем литературы следующие 15 лет. Также с 1992 года был автором и ведущим популярной на областном телевидении интеллектуальной игры для старшеклассников «Эрудицион».
В 1994 году победил во всероссийском конкурсе «Учитель года России», с 1995 года — постоянный член жюри этого конкурса. В 1995 году М. А. Нянковскому присвоено звание «Заслуженный учитель России». С 2000 года — заместитель главного редактора издательства «Академия развития», позже — главный редактор и директор. Ныне — директор книжного издательства «Академия 76»
Автор мемуарно-документальной книги «„О тех, кого помню и люблю…“ Гаркави. Тыняновы. Рохленко. Нянковские» (Ярославль, 2009) и романа «Черновик» (М.: РИПОЛ классик, 2015; 2-е изд., 2016).
В 2006 году получил грант в рамках национального проекта «Образование», награждён медалью памяти М. А. Шолохова.
В 2009 принял участие в программе «Пусть говорят», выступив в защиту девушки, совмещающей практику в школе с работой стриптизёрши в клубе.
Женат, двое детей.

## Образовательная деятельность
Вместе с заведующим кафедрой литературы ЯГПУ им. Ушинского А. В. Леденевым им была разработана авторская программа углублённого изучения литературы в старших классах.
М. А. Нянковский — автор многих методических работ для средней школы: глав в учебниках литературы, отдельных статей, методических пособий. Отдельно стоит отметить издание «Шолохов в школе: Книга для учителя», за которую автор в 2002 году был награждён премией губернатора Ярославской области в области образования.